# Belonuchus alternans
Belonuchus alternans (лат.) — вид жуков-стафилинид рода Belonuchus из подсемейства Staphylininae. Мексика.

## Описание
Коротконадкрылые хищные жуки, длина тела около 1 см: у самцов 9,20—11,0 мм, у самок 9,30—11,4 мм. Форма тела удлинённая, слегка сплюснутая. Чёрная окраска на голове, усиках, мандибулах, переднеспинке, щитке и от четвёртого (кроме красноватого его переднего края) до шестого видимых сегментов брюшка. Красноватые на надкрыльях, мезовентрите, метавентрите, ногах (кроме чёрных передних тазиков) и первых трёх видимых сегментах брюшка. Апикальный членик усиков, максиллярные и губные щупики и переднегрудь коричневые; генитальный сегмент желтоватый. 2—3-й членики усиков почти одинаковой длины, 4—5 слегка удлиненные, 6-й почти равны по длине своей ширине, 7-10 слабо поперечные. У самцов мандибулы длиннее головы (соотношение 1,00-1,48); у самок мандибулы немного короче головы (соотношение 0,81—1,09); мандибулы с двумя (базальными и средними) четко разделёнными зубцами; мандибулярный канал хорошо развит, внешний край хорошо отделен от внутреннего; внутренний край окаймлен почти до уровня среднего зубца, затем идет выше в виде вдавленной линии.

## Таксономия
Вид был впервые описан в 1885 году британским энтомологом Дэвидом Шарпом (1840—1922) под названием Philonthus alternans Sharp, 1885, а его валидный статус подтверждён в ходе ревизии, проведённой в 2022 году мексиканскими энтомологами Хуаном Маркесом (Juan Márquez) и Джульетой Асиайн (Julieta Asiain; Laboratorio de Sistemática Animal, Centro de Investigaciones Biológicas, Universidad Autónoma del Estado de Hidalgo, Hidalgo, Идальго, Мексика), по типовым материалам из Мексики. Сходен с Belonuchus magnistylus, Belonuchus confusus и Belonuchus trochanterinus.